# Hedyleptopsis flava
Hedyleptopsis flava is een vlinder uit de familie van de grasmotten (Crambidae). De wetenschappelijke naam van de soort is voor het eerst gepubliceerd in 1960 door Eugene Gordon Munroe.
De soort komt voor in Indonesië (Sulawesi).